# Campagne-lès-Wardrecques
Campagne-lès-Wardrecques è un comune francese di 1 136 abitanti situato nel dipartimento del Passo di Calais nella regione dell'Alta Francia.

## Società

### Evoluzione demografica
Abitanti censiti